# Kai Havertz
Kai Lukas Havertz (Aquisgrana, 11 giugno 1999) è un calciatore tedesco, centrocampista o attaccante dell'Arsenal e della nazionale tedesca.
Nel 2016 è stato inserito nella lista dei migliori sessanta calciatori nati nel 1999 stilata da The Guardian.

## Biografia
Havertz ha una relazione con la modella e influencer tedesca Sophia Weber dal 2018. La coppia ha annunciato il fidanzamento a luglio 2023.

## Caratteristiche tecniche
Considerato uno dei giovani più promettenti del calcio tedesco e internazionale, tanto da essere accostato a colleghi come Mesut Özil e Michael Ballack, fin dai tempi delle giovanili si è dimostrato un valido interprete nel ruolo di centrocampista centrale, prediligendo una vocazione per l'attacco e giocando spesso anche come trequartista. Dotato di una ottima tecnica individuale, buon dribbling e visione di gioco può essere utilizzato anche come falso nueve. Il suo fisico longilineo gli consente di essere bravo nei contrasti e nel difendere la palla.
Havertz è stato descritto come un centrocampista offensivo tecnicamente dotato, abile con entrambi i piedi e bravo di testa. Durante i suoi anni di formazione, come già detto, il suo stile di gioco ha suscitato paragoni precoci con il connazionale Özil, e lo stesso Havertz ha ammesso che il centrocampista era un giocatore a cui guardava come esempio. All'età di 19 anni, dopo numerose prestazioni eccellenti in Bundesliga, sono stati fatti ulteriori paragoni tra Havertz e ex giocatori del Leverkusen come Michael Ballack e Toni Kroos, e alcuni hanno cominciato a descriverlo come una combinazione di tutti e tre, un alleskönner – un giocatore che sa fare tutto.
È stato anche paragonato a Thomas Müller, poiché entrambi hanno la capacità di trovare spazi in zone congestionate e di fare le giuste corse, sebbene Havertz sia stato descritto come un giocatore più elegante e abile di Müller. Havertz preferisce il ruolo di falso nueve, che ha ricoperto al Chelsea. Tuttavia, durante la stagione 2021-2022, non ha avuto una posizione specifica ed è stato schierato in diverse posizioni, anche se la sua migliore serie di prestazioni è arrivata quando ha giocato centralmente come attaccante o falso nueve, ruoli con cui ha molta familiarità.
Grazie alla sua raffinata tecnica, Paul Merson ha definito Havertz un «calciatore di classe», affermando che «unisce tutto. È come una Rolls-Royce, scivola sul campo». Havertz ammira il succitato Kroos, suo compagno di squadra nella nazionale tedesca, gli ex giocatori del Barcelona Ronaldinho e Andrés Iniesta, e gli ex giocatori di Juventus e Milan Zinédine Zidane e Kaká.

## Carriera

### Club

#### Esordi e Bayer Leverkusen
Nativo di Aquisgrana, all'età di 4 anni entra nel settore giovanile dell'Alemannia Mariadorf, compagine dilettantistica di cui il nonno Richard era presidente. Nel 2009, a 10 anni, viene inserito nel vivaio dell'Alemannia Aquisgrana, club di seconda divisione. All'età di 11 anni, nel 2010, si trasferisce nel settore giovanile del Bayer Leverkusen. Nel 2016, con 18 gol segnati con la formazione Under-17, vince il premio Fritz Walter e l'anno dopo entra in prima squadra.
Esordisce con la prima squadra del club renano il 15 ottobre 2016, all'età di 17 anni e 126 giorni, in occasione della partita giocata in casa del Werder Brema: tale esordio lo rende il più giovane calciatore del Bayer ad avere disputato una partita di Bundesliga. Complice la lunga squalifica del turco Hakan Çalhanoğlu, trequartista titolare del Bayer, Havertz trova subito molto spazio: il 2 novembre seguente esordisce in UEFA Champions League, mentre il 2 aprile 2017 sigla il suo primo gol tra i professionisti della Bundesliga, divenendo il più giovane marcatore di tutti i tempi del Bayer Leverkusen in massima serie.
Punto fermo della squadra anche nella stagione 2017-2018, nell'annata 2018-2019 segna il primo gol in una coppa europea, andando in gol il 20 settembre 2018 contro il Ludogorec, nella partita di Europa League vinta per 3-2 dai tedeschi. Il 26 gennaio 2019, segnando contro il Wolfsburg nella gara vinta per 3-0, diviene il più giovane marcatore su calcio di rigore in Bundesliga nella storia del Leverkusen, all'età di 19 anni, 7 mesi e 16 giorni. A febbraio diviene il secondo giocatore più giovane a tagliare il traguardo delle 75 presenze in Bundesliga, dietro a Julian Draxler. Chiude l'annata con 17 reti, risultando il giocatore minore di vent'anni capace di segnare più gol in una singola stagione di Bundesliga e secondo dietro Marco Reus nella graduatoria del Calciatore tedesco dell'anno.
Nell'annata 2019-2020 ottiene altri risultati di rilievo: il 17 agosto 2019 diventa il secondo giocatore più giovane a segnare 25 reti in Bundesliga, dopo Horst Köppel; nel dicembre 2019, all'età di 20 anni, 6 mesi e 4 giorni, diviene il più giovane calciatore ad aver collezionato 100 presenze in Bundesliga.

#### Chelsea
Il 4 settembre 2020 viene acquistato dal Chelsea per una cifra vicina ai 71 milioni di sterline, che lo rendono, in quel momento, il secondo acquisto più costoso nella storia del club. Debutta il 14 settembre, nella sfida di Premier League vinta per 3-1 in casa del Brighton, mentre i suoi primi gol con i Blues risalgono alla partita del 23 settembre vinta per 6-0 contro il Barnsley, nel terzo turno di Coppa di Lega, nel corso della quale l'attaccante sigla la prima tripletta della propria carriera. Il 29 maggio 2021 realizza la rete che decide la finale di UEFA Champions League, vinta dal Chelsea per 0-1 contro il Manchester City; tale rete è anche la prima segnata dal tedesco nella massima competizione europea per club. Conclude la prima stagione con 9 reti in 45 partite complessive.

#### Arsenal
Dopo un triennio al Chelsea, il 28 giugno 2023 Havertz si trasferisce ai concittadini dell'Arsenal, sempre in Premier League. Debutta il successivo 6 agosto nel Community Shield, scendendo in campo da titolare nella vittoria sul Manchester City. Il 30 settembre segna la sua prima rete con i Gunners, nel successo per 4-0 in casa del Bournemouth. Il 29 novembre segna anche la sua prima rete in UEFA Champions League con l'Arsenal, nel successo casalingo per 6-0 sul Lens.

### Nazionale

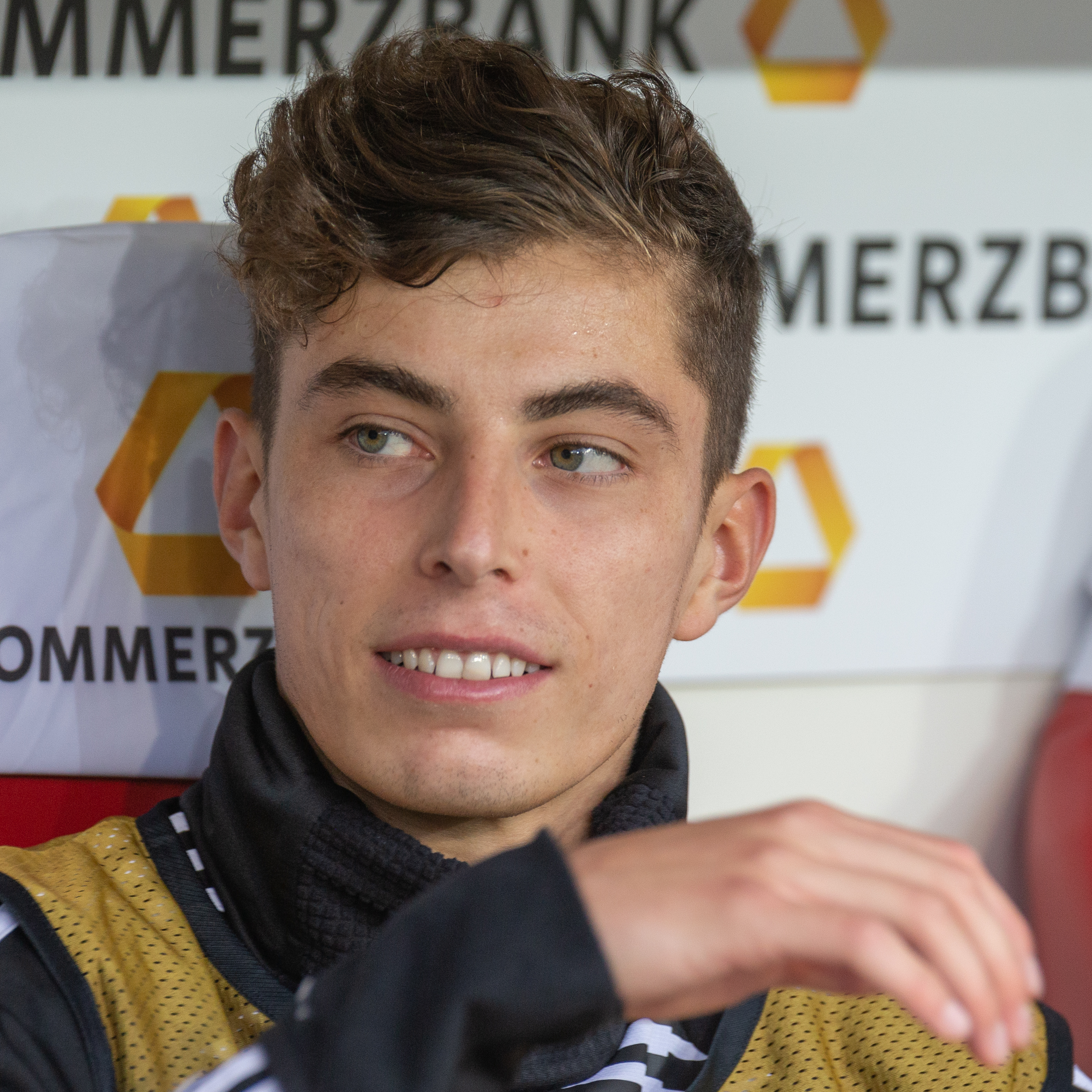
Havertz con la nazionale tedesca nel 2019

Esordisce con la maglia della nazionale Under-19 tedesca il 31 agosto 2017, contro la Svizzera. Il 4 ottobre 2017 segna quattro gol contro la Bielorussia.
Il 29 agosto 2018 riceve la sua prima convocazione in nazionale maggiore. Il 9 settembre seguente debutta nell'amichevole vinta 2-1 contro il Perù. Il 9 ottobre 2019, alla sesta presenza, segna la sua prima rete in nazionale, nell'amichevole pareggiata 2-2 contro l'Argentina.

## Statistiche

### Presenze e reti nei club
Statistiche aggiornate al 2 febbraio 2025.
| Stagione                | Squadra                 | Campionato              | Campionato | Campionato | Coppe nazionali | Coppe nazionali | Coppe nazionali | Coppe continentali | Coppe continentali | Coppe continentali | Altre coppe | Altre coppe | Altre coppe | Totale | Totale |
| Stagione                | Squadra                 | Comp                    | Pres       | Reti       | Comp            | Pres            | Reti            | Comp               | Pres               | Reti               | Comp        | Pres        | Reti        | Pres   | Reti   |
| ----------------------- | ----------------------- | ----------------------- | ---------- | ---------- | --------------- | --------------- | --------------- | ------------------ | ------------------ | ------------------ | ----------- | ----------- | ----------- | ------ | ------ |
| 2016-2017               | Bayer Leverkusen        | BL                      | 24         | 4          | CG              | 1               | 0               | UCL                | 3                  | 0                  | -           | -           | -           | 28     | 4      |
| 2017-2018               | Bayer Leverkusen        | BL                      | 30         | 3          | CG              | 5               | 1               | -                  | -                  | -                  | -           | -           | -           | 35     | 4      |
| 2018-2019               | Bayer Leverkusen        | BL                      | 34         | 17         | CG              | 2               | 0               | UEL                | 6                  | 3                  | -           | -           | -           | 42     | 20     |
| 2019-2020               | Bayer Leverkusen        | BL                      | 30         | 12         | CG              | 5               | 2               | UCL+UEL            | 5+5                | 0+4                | -           | -           | -           | 45     | 18     |
| Totale Bayer Leverkusen | Totale Bayer Leverkusen | Totale Bayer Leverkusen | 118        | 36         |                 | 13              | 3               |                    | 19                 | 7                  |             | -           | -           | 150    | 46     |
| 2020-2021               | Chelsea                 | PL                      | 27         | 4          | FACup+CdL       | 5+1             | 1+3             | UCL                | 12                 | 1                  | -           | -           | -           | 45     | 9      |
| 2021-2022               | Chelsea                 | PL                      | 29         | 8          | FACup+CdL       | 3+3             | 0+2             | UCL                | 9                  | 3                  | SU+Cmc      | 1+2         | 0+1         | 47     | 14     |
| 2022-2023               | Chelsea                 | PL                      | 35         | 7          | FACup+CdL       | 1+1             | 0               | UCL                | 10                 | 2                  | -           | -           | -           | 47     | 9      |
| Totale Chelsea          | Totale Chelsea          | Totale Chelsea          | 91         | 19         |                 | 14              | 6               |                    | 31                 | 6                  |             | 3           | 1           | 139    | 32     |
| 2023-2024               | Arsenal                 | PL                      | 37         | 13         | FACup+CdL       | 1+2             | 0               | UCL                | 10                 | 1                  | CS          | 1           | 0           | 51     | 14     |
| 2024-2025               | Arsenal                 | PL                      | 21         | 9          | FACup+CdL       | 1+3             | 0+2             | UCL                | 8                  | 4                  | -           | -           | -           | 33     | 15     |
| Totale Arsenal          | Totale Arsenal          | Totale Arsenal          | 58         | 22         |                 | 7               | 2               |                    | 18                 | 5                  |             | 1           | 0           | 84     | 29     |
| Totale carriera         | Totale carriera         | Totale carriera         | 267        | 77         |                 | 34              | 11              |                    | 68                 | 18                 |             | 4           | 1           | 373    | 107    |

### Cronologia presenze e reti in nazionale
| Cronologia completa delle presenze e delle reti in nazionale ― Germania | Cronologia completa delle presenze e delle reti in nazionale ― Germania | Cronologia completa delle presenze e delle reti in nazionale ― Germania | Cronologia completa delle presenze e delle reti in nazionale ― Germania | Cronologia completa delle presenze e delle reti in nazionale ― Germania | Cronologia completa delle presenze e delle reti in nazionale ― Germania | Cronologia completa delle presenze e delle reti in nazionale ― Germania | Cronologia completa delle presenze e delle reti in nazionale ― Germania |
| Data                                                                    | Città                                                                   | In casa                                                                 | Risultato                                                               | Ospiti                                                                  | Competizione                                                            | Reti                                                                    | Note                                                                    |
| ----------------------------------------------------------------------- | ----------------------------------------------------------------------- | ----------------------------------------------------------------------- | ----------------------------------------------------------------------- | ----------------------------------------------------------------------- | ----------------------------------------------------------------------- | ----------------------------------------------------------------------- | ----------------------------------------------------------------------- |
| 9-9-2018                                                                | Sinsheim                                                                | Germania                                                                | 2 – 1                                                                   | Perù                                                                    | Amichevole                                                              | -                                                                       | 88’                                                                     |
| 15-11-2018                                                              | Lipsia                                                                  | Germania                                                                | 3 – 0                                                                   | Russia                                                                  | Amichevole                                                              | -                                                                       | 65’                                                                     |
| 20-3-2019                                                               | Wolfsburg                                                               | Germania                                                                | 1 – 1                                                                   | Serbia                                                                  | Amichevole                                                              | -                                                                       | 46’                                                                     |
| 6-9-2019                                                                | Amburgo                                                                 | Germania                                                                | 2 – 4                                                                   | Paesi Bassi                                                             | Qual. Euro 2020                                                         | -                                                                       | 61’                                                                     |
| 9-9-2019                                                                | Belfast                                                                 | Irlanda del Nord                                                        | 0 – 2                                                                   | Germania                                                                | Qual. Euro 2020                                                         | -                                                                       | 68’                                                                     |
| 9-10-2019                                                               | Dortmund                                                                | Germania                                                                | 2 – 2                                                                   | Argentina                                                               | Amichevole                                                              | 1                                                                       | 83’                                                                     |
| 13-10-2019                                                              | Tallinn                                                                 | Estonia                                                                 | 0 – 3                                                                   | Germania                                                                | Qual. Euro 2020                                                         | -                                                                       |                                                                         |
| 7-10-2020                                                               | Colonia                                                                 | Germania                                                                | 3 – 3                                                                   | Turchia                                                                 | Amichevole                                                              | -                                                                       | 90’                                                                     |
| 10-10-2020                                                              | Kiev                                                                    | Ucraina                                                                 | 1 – 2                                                                   | Germania                                                                | UEFA Nations League 2020-2021 - 1º turno                                | -                                                                       | 90+3’                                                                   |
| 13-10-2020                                                              | Colonia                                                                 | Germania                                                                | 3 – 3                                                                   | Svizzera                                                                | UEFA Nations League 2020-2021 - 1º turno                                | 1                                                                       | 77’                                                                     |
| 25-3-2021                                                               | Duisburg                                                                | Germania                                                                | 3 – 0                                                                   | Islanda                                                                 | Qual. Mondiali 2022                                                     | 1                                                                       | 48’ 78’                                                                 |
| 28-3-2021                                                               | Bucarest                                                                | Romania                                                                 | 0 – 1                                                                   | Germania                                                                | Qual. Mondiali 2022                                                     | -                                                                       | 77’                                                                     |
| 31-3-2021                                                               | Duisburg                                                                | Germania                                                                | 1 – 2                                                                   | Macedonia del Nord                                                      | Qual. Mondiali 2022                                                     | -                                                                       | 56’                                                                     |
| 7-6-2021                                                                | Düsseldorf                                                              | Germania                                                                | 7 – 1                                                                   | Lettonia                                                                | Amichevole                                                              | -                                                                       | 46’                                                                     |
| 15-6-2021                                                               | Monaco di Baviera                                                       | Francia                                                                 | 1 – 0                                                                   | Germania                                                                | Euro 2020 - 1º turno                                                    | -                                                                       | 74’                                                                     |
| 19-6-2021                                                               | Monaco di Baviera                                                       | Portogallo                                                              | 2 – 4                                                                   | Germania                                                                | Euro 2020 - 1º turno                                                    | 1                                                                       | 66’ 73’                                                                 |
| 23-6-2021                                                               | Monaco di Baviera                                                       | Germania                                                                | 2 – 2                                                                   | Ungheria                                                                | Euro 2020 - 1º turno                                                    | 1                                                                       | 68’                                                                     |
| 29-6-2021                                                               | Londra                                                                  | Inghilterra                                                             | 2 – 0                                                                   | Germania                                                                | Euro 2020 - Ottavi di finale                                            | -                                                                       |                                                                         |
| 2-9-2021                                                                | San Gallo                                                               | Liechtenstein                                                           | 0 – 2                                                                   | Germania                                                                | Qual. Mondiali 2022                                                     | -                                                                       | 60’                                                                     |
| 8-9-2021                                                                | Reykjavík                                                               | Islanda                                                                 | 0 – 4                                                                   | Germania                                                                | Qual. Mondiali 2022                                                     | -                                                                       | 46’                                                                     |
| 8-10-2021                                                               | Amburgo                                                                 | Germania                                                                | 2 – 1                                                                   | Romania                                                                 | Qual. Mondiali 2022                                                     | -                                                                       | 67’                                                                     |
| 11-10-2021                                                              | Skopje                                                                  | Macedonia del Nord                                                      | 0 – 4                                                                   | Germania                                                                | Qual. Mondiali 2022                                                     | 1                                                                       | 55’ 61’                                                                 |
| 14-11-2021                                                              | Erevan                                                                  | Armenia                                                                 | 1 – 4                                                                   | Germania                                                                | Qual. Mondiali 2022                                                     | 1                                                                       |                                                                         |
| 26-3-2022                                                               | Sinsheim                                                                | Germania                                                                | 2 – 0                                                                   | Israele                                                                 | Amichevole                                                              | 1                                                                       | 80’                                                                     |
| 29-3-2022                                                               | Amsterdam                                                               | Paesi Bassi                                                             | 1 – 1                                                                   | Germania                                                                | Amichevole                                                              | -                                                                       | 69’                                                                     |
| 4-6-2022                                                                | Bologna                                                                 | Italia                                                                  | 1 – 1                                                                   | Germania                                                                | UEFA Nations League 2022-2023 - 1º turno                                | -                                                                       | 70’ 83’                                                                 |
| 7-6-2022                                                                | Monaco di Baviera                                                       | Germania                                                                | 1 – 1                                                                   | Inghilterra                                                             | UEFA Nations League 2022-2023 - 1º turno                                | -                                                                       |                                                                         |
| 11-6-2022                                                               | Budapest                                                                | Ungheria                                                                | 1 – 1                                                                   | Germania                                                                | UEFA Nations League 2022-2023 - 1º turno                                | -                                                                       | 85’                                                                     |
| 23-9-2022                                                               | Lipsia                                                                  | Germania                                                                | 0 – 1                                                                   | Ungheria                                                                | UEFA Nations League 2022-2023 - 1º turno                                | -                                                                       | 70’                                                                     |
| 26-9-2022                                                               | Londra                                                                  | Inghilterra                                                             | 3 – 3                                                                   | Germania                                                                | UEFA Nations League 2022-2023 - 1º turno                                | 2                                                                       | 90+1’                                                                   |
| 16-11-2022                                                              | Mascate                                                                 | Oman                                                                    | 0 – 1                                                                   | Germania                                                                | Amichevole                                                              | -                                                                       |                                                                         |
| 23-11-2022                                                              | Al Rayyan                                                               | Germania                                                                | 1 – 2                                                                   | Giappone                                                                | Mondiali 2022 - 1º turno                                                | -                                                                       | 79’                                                                     |
| 1-12-2022                                                               | Al Khor                                                                 | Costa Rica                                                              | 2 – 4                                                                   | Germania                                                                | Mondiali 2022 - 1º turno                                                | 2                                                                       | 66’                                                                     |
| 25-3-2023                                                               | Magonza                                                                 | Germania                                                                | 2 – 0                                                                   | Perù                                                                    | Amichevole                                                              | -                                                                       | 75’                                                                     |
| 12-6-2023                                                               | Brema                                                                   | Germania                                                                | 3 – 3                                                                   | Ucraina                                                                 | Amichevole                                                              | 1                                                                       | 46’                                                                     |
| 16-6-2023                                                               | Varsavia                                                                | Polonia                                                                 | 1 – 0                                                                   | Germania                                                                | Amichevole                                                              | -                                                                       |                                                                         |
| 20-6-2023                                                               | Gelsenkirchen                                                           | Germania                                                                | 0 – 2                                                                   | Colombia                                                                | Amichevole                                                              | -                                                                       | 79’                                                                     |
| 9-9-2023                                                                | Wolfsburg                                                               | Germania                                                                | 1 – 4                                                                   | Giappone                                                                | Amichevole                                                              | -                                                                       | 83’                                                                     |
| 12-9-2023                                                               | Dortmund                                                                | Germania                                                                | 2 – 1                                                                   | Francia                                                                 | Amichevole                                                              | -                                                                       | 64’                                                                     |
| 14-10-2023                                                              | East Hartford                                                           | Stati Uniti                                                             | 1 – 3                                                                   | Germania                                                                | Amichevole                                                              | -                                                                       | 62’                                                                     |
| 18-11-2023                                                              | Berlino                                                                 | Germania                                                                | 2 – 3                                                                   | Turchia                                                                 | Amichevole                                                              | 1                                                                       |                                                                         |
| 21-11-2023                                                              | Vienna                                                                  | Austria                                                                 | 2 – 0                                                                   | Germania                                                                | Amichevole                                                              | -                                                                       | 77’                                                                     |
| 23-3-2024                                                               | Lione                                                                   | Francia                                                                 | 0 – 2                                                                   | Germania                                                                | Amichevole                                                              | 1                                                                       | 80’                                                                     |
| 26-3-2024                                                               | Francoforte sul Meno                                                    | Germania                                                                | 2 – 1                                                                   | Paesi Bassi                                                             | Amichevole                                                              | -                                                                       | 73’                                                                     |
| 3-6-2024                                                                | Norimberga                                                              | Germania                                                                | 0 – 0                                                                   | Ucraina                                                                 | Amichevole                                                              | -                                                                       | 59’                                                                     |
| 7-6-2024                                                                | Mönchengladbach                                                         | Germania                                                                | 2 – 1                                                                   | Grecia                                                                  | Amichevole                                                              | 1                                                                       |                                                                         |
| 14-6-2024                                                               | Monaco di Baviera                                                       | Germania                                                                | 5 – 1                                                                   | Scozia                                                                  | Euro 2024 - 1º turno                                                    | 1                                                                       | 63’                                                                     |
| 19-6-2024                                                               | Stoccarda                                                               | Germania                                                                | 2 – 0                                                                   | Ungheria                                                                | Euro 2024 - 1º turno                                                    | -                                                                       | 58’                                                                     |
| 23-6-2024                                                               | Francoforte sul Meno                                                    | Svizzera                                                                | 1 – 1                                                                   | Germania                                                                | Euro 2024 - 1º turno                                                    | -                                                                       |                                                                         |
| 29-6-2024                                                               | Dortmund                                                                | Germania                                                                | 2 – 0                                                                   | Danimarca                                                               | Euro 2024 - Ottavi di finale                                            | 1                                                                       |                                                                         |
| 5-7-2024                                                                | Stoccarda                                                               | Spagna                                                                  | 2 – 1 dts                                                               | Germania                                                                | Euro 2024 - Quarti di finale                                            | -                                                                       | 91’                                                                     |
| 7-9-2024                                                                | Düsseldorf                                                              | Germania                                                                | 5 – 0                                                                   | Ungheria                                                                | UEFA Nations League 2024-2025 - 1º turno                                | 1                                                                       |                                                                         |
| 10-9-2024                                                               | Amsterdam                                                               | Paesi Bassi                                                             | 2 – 2                                                                   | Germania                                                                | UEFA Nations League 2024-2025 - 1º turno                                | -                                                                       |                                                                         |
| 16-11-2024                                                              | Friburgo in Brisgovia                                                   | Germania                                                                | 7 – 0                                                                   | Bosnia ed Erzegovina                                                    | UEFA Nations League 2024-2025 - 1º turno                                | 1                                                                       |                                                                         |
| 19-11-2024                                                              | Budapest                                                                | Ungheria                                                                | 1 – 1                                                                   | Germania                                                                | UEFA Nations League 2024-2025 - 1º turno                                | -                                                                       | 61’                                                                     |
| Totale                                                                  |                                                                         | Presenze                                                                | 55                                                                      |                                                                         | Reti                                                                    | 20                                                                      |                                                                         |

## Palmarès

### Club

#### Competizioni nazionali
- Community Shield: 1

Arsenal: 2023

#### Competizioni internazionali
- UEFA Champions League: 1

Chelsea: 2020-2021
- Supercoppa UEFA: 1

Chelsea: 2021
- Coppa del mondo per club: 1

Chelsea: 2021

### Individuale
- Fritz-Walter-Medaille: 2

Under-17 2016 (argento)
Under-19 2018 (oro)
- Squadra della stagione della UEFA Europa League: 1

2019-20